# Перелесье (Брестская область)
Переле́сье (бел. Пералессе) — деревня в Кобринском районе Брестской области Белоруссии. Входит в состав Дивинского сельсовета.

## География
Деревня расположена в 3 км к северу от белорусско-украинской границы, в 47 км к юго-востоку от города и станции Кобрин и в 70 км к востоку от Бреста.
На 2012 год площадь населённого пункта составила 0,44 км² (44 га).
Вблизи деревни протекает мелиоративный канал Низевский длиной около 18 км — левый приток канала Казачий. Согласно Плану управления бассейном реки Западный Буг, канал используется как место отдыха и любительского рыболовства.

## История
На карте Шуберта 1872 года на месте современной деревни обозначено урочище Перевисье, что подтверждает существование топонима и поселения ещё в XIX веке.
Прежнее название — Перевесье. Населённый пункт известен с 1897 года. В то время — поселение в составе Мокранской волости Кобринского уезда Гродненской губернии (2 двора, 10 жителей). По данным 1905 года — урочище Перавессе с тем же количеством жителей.
С 1921 года — в составе Польши, гмина Дзивинув, Кобринский повет, Полесское воеводство. С 1939 года — в составе БССР. В разные годы входило в административное подчинение:
- с 15 января 1940 — Дивинский район,
- с 12 октября 1940 — Осовский сельсовет,
- с 8 августа 1959 — Малоритский район,
- с 25 декабря 1962 — Кобринский район.

В годы Великой Отечественной войны деревня была оккупирована немецко-фашистскими войсками с июня 1941 года по июль 1944 года. В 1942 году на территории Перелесья были расстреляны мирные жители и советский солдат — известно не менее шести захоронений.
В 1999 году деревня входила в состав колхоза «Дружба народов» (центр — аг. Оса).
В 2013 году в результате административной реформы Осовский сельсовет, в состав которого входила деревня Перелесье, был упразднён. По итогам публичных собраний жителей территория, включая Перелесье, была присоединена к Дивинскому сельсовету.

## Население
Историческая численность населения:
- 1940 — 177 человек (32 двора);
- 1959 — 96 человек;
- 1970 — 55 человек;
- 1999 — 61 человек (27 хозяйств);
- 2005 — 46 человек (20 хозяйств);
- 2009 — 25 человек;
- 2016 — 17 человек (10 хозяйств)[8];
- 2019 — 7 человек[9];
- 2023 — 8 человек (4 хозяйства)[1].

## Инфраструктура
В деревне отсутствуют стационарные объекты социального и бытового обслуживания. Выездное обслуживание (ремонт, парикмахерские и др.) осуществляется дважды в месяц силами ОАО «Универмаг Кобрин».
Перелесье связано автобусным маршрутом № 204 с автовокзалом Кобрина.
Через деревню проходит местная автомобильная дорога Н-851, соединяющая её с агрогородками Дивин и Оса.
Южнее деревни расположены участки лесного фонда (более 850 га), используемые для ведения лесного хозяйства. К северо-востоку от деревни находятся сельскохозяйственные земли (свыше 1600 га), входящие в обслуживаемую зону Дивинского сельсовета.